# استان ایسلا د لا خوبنتود
ایسلا د لا خوبنتود (به اسپانیایی: Isla de la Juventud) یکی از استان‌های کوبا است که در جنوب غربی این کشور و در جوار خلیج باتابانو واقع شده است. پایتخت این کشور شهر نوئوا خرونا است.

## خصوصیات
ایسلا د لا خوبنتود با مساحتی در حدود ۲٬۴۱۹ کیلومتر مربع دومین جزیره بزرگ کوبا است. جمعیت آن بر اساس سرشماری انجام شده در سال ۲۰۱۰، ۸۶٬۴۲۰ نفر است.
نام این جزیره پیش از این «جزیره کاج‌ها» (به اسپانیایی: Isla de Pinos) بود که در سال ۱۹۷۸ به نام فعلی تغییر داده شد. دلیل این نامگذاری اولیه شاید این باشد که پوشش گیاهی غالب در این جزیره جنگل‌های درخت کاج است. این جنگل‌ها منبعی مناسب برای صنعت عمدهٔ ایسلا د لا خوبنتود یعنی چوب‌بری می‌باشند.

## نگارخانه

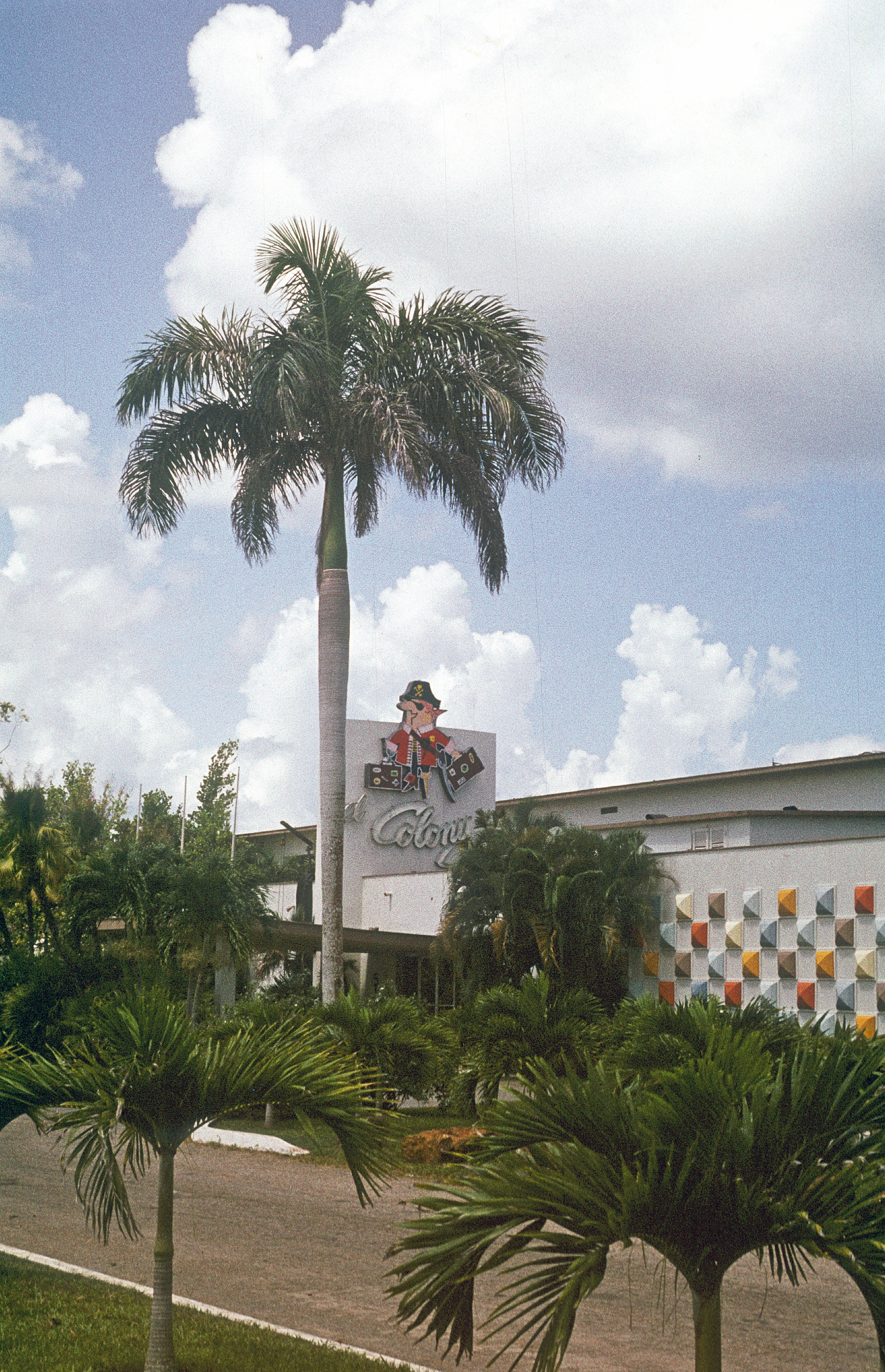
تصویری از ایسلا د لا خوبنتود در سال ۱۹۷۲
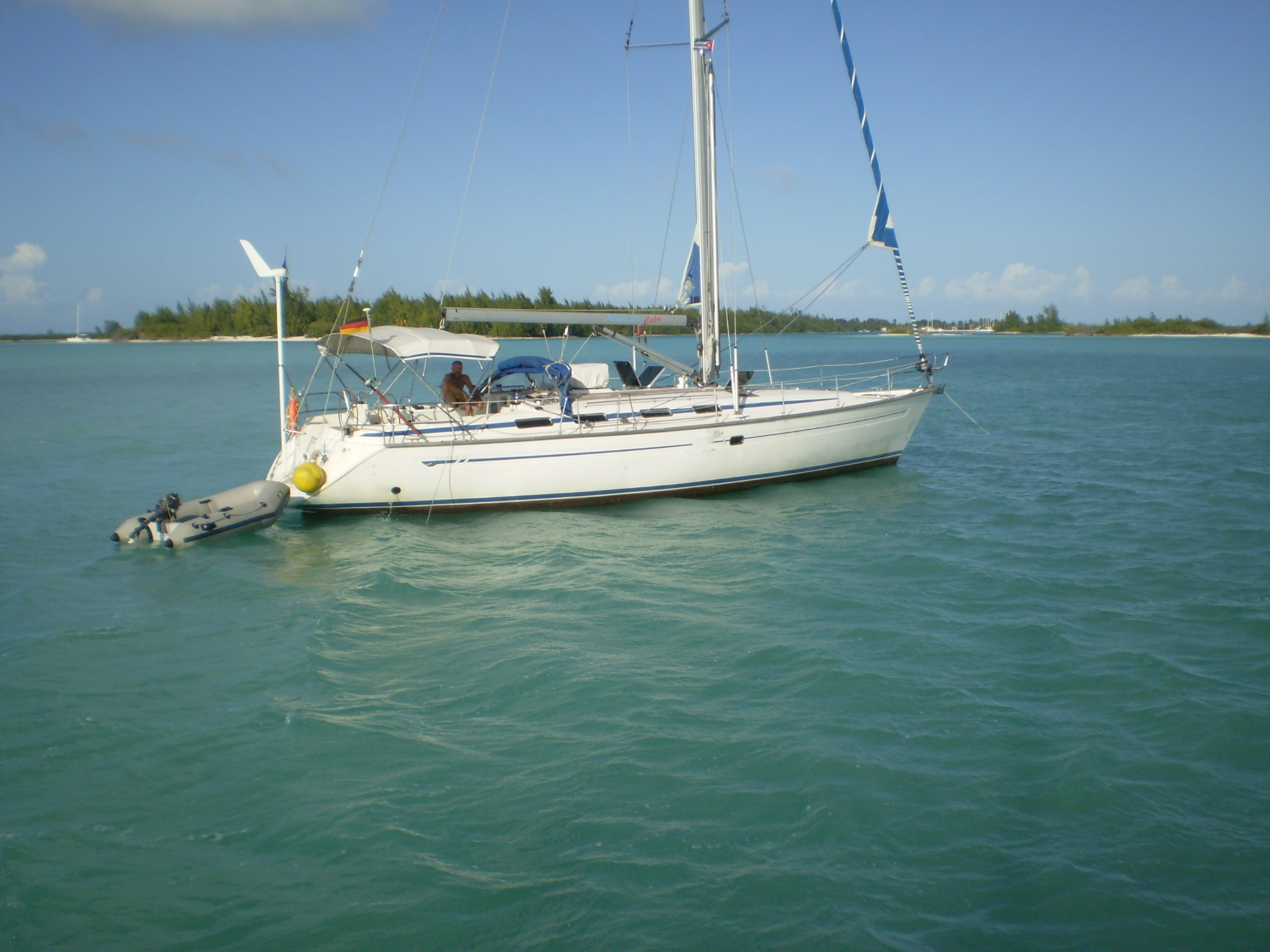
قایقرانی در اطراف جزیره
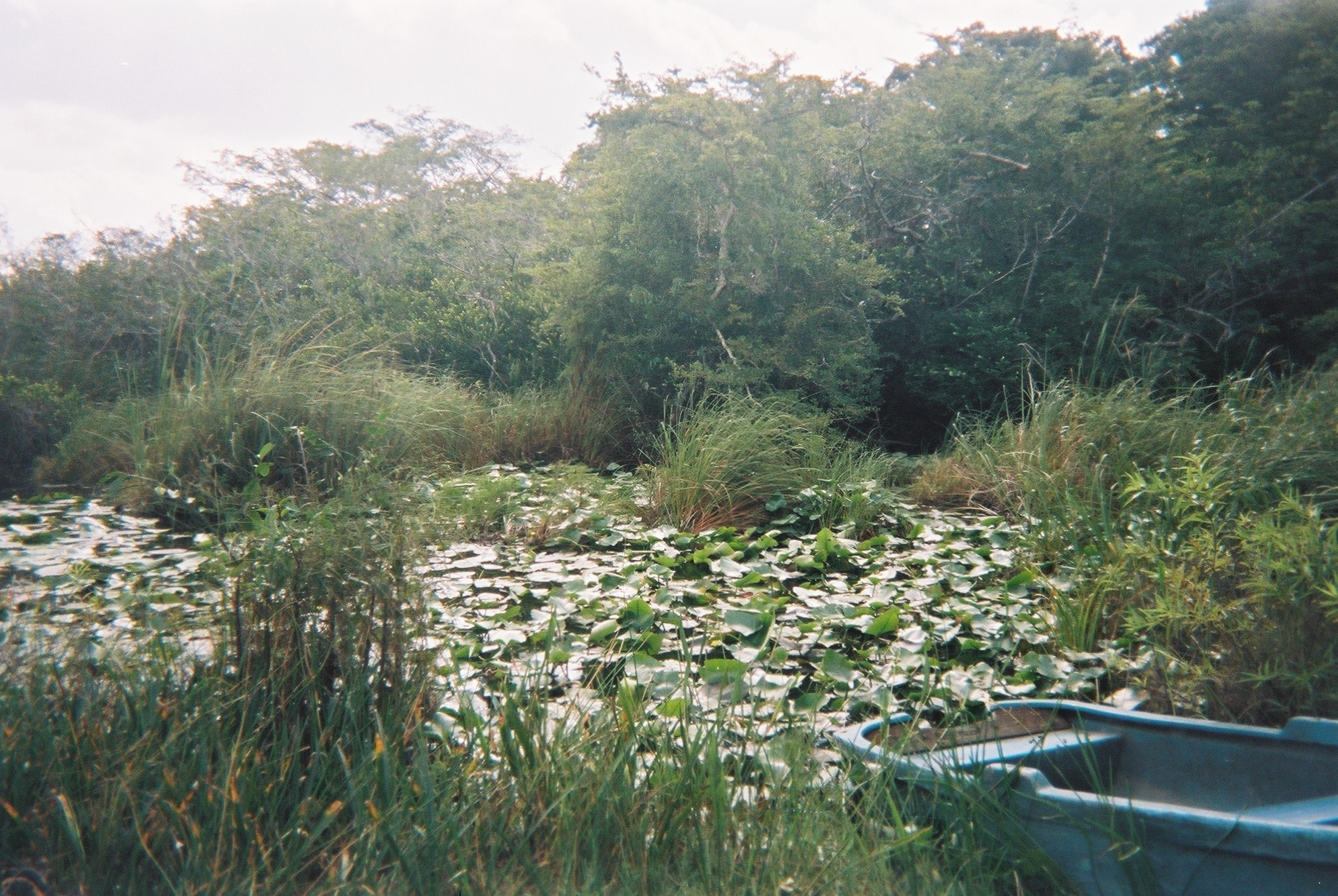
منطقه تمساح‌ها